# ストレート・エッジ

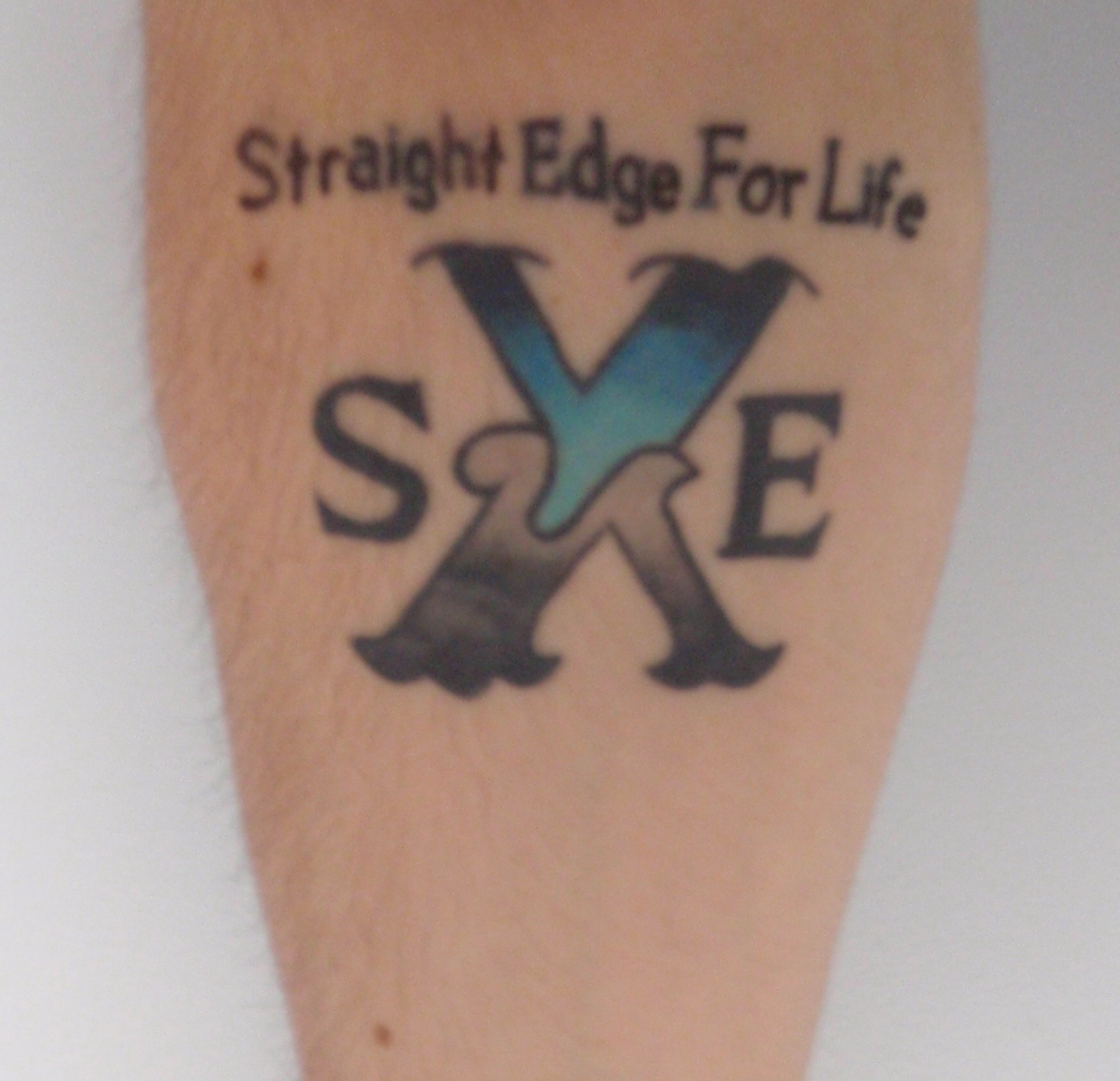
ストレート・エッジのタトゥー

ストレート・エッジ (Straight Edge、略称: SEもしくはSxE) は、ロック音楽などにおける思想・概念・ライフスタイルであり、ハードコア・パンクのサブジャンルである。

## 概要
「喫煙しない」「麻薬を使用しない」「アルコールを摂取しない」「快楽目的のみのセックスをしない」というのが基本的な理念。それまでのロックの価値観であった「セックス、ドラッグ、ロックンロール」という享楽的な生き方に対するアンチテーゼと捉えられている。さらに進んで「ヴィーガニズム（菜食主義）」「カフェインを摂取しない」「医師から処方されたものも含め、いかなる薬物も使用しない」という者もいる。
現フガジのイアン・マッケイ（ワシントンD.C.に本拠を置くディスコード・レコード主催者）が最初に提唱したものであることから、ストレート・エッジ思想の発祥の地はワシントンD.C.とされ、ハードコア・パンク・シーンと密接な関係がある。なお、「ストレート・エッジ」という言葉自体は、かつてイアン・マッケイが在籍したバンドマイナー・スレットの曲のタイトルから生まれたものである。
ハードコアやパンクの音楽活動はせずともハードコアパンクを好みストレートエッジを実践している人間も多数いる。メンバー全員がストレートエッジのライフスタイルを実践しているバンドをストレートエッジハードコアバンドと呼ぶこともある。

## 起源
イアン・マッケイが当時在籍していたバンド、ティーン・アイドルズが1980年にアメリカ西海岸ツアーを行った際、メンバー全員が未成年であったことを理由にクラブでの演奏を拒否されたことから、クラブオーナーとの妥協案として、店員が彼らにアルコール類を出さないようにバンドメンバーの手の甲に大きくバツ印（×）を書いたことに始まる。
ワシントンD.C.に戻るまで、イアン・マッケイは演奏する先々で、店に未成年が入るのを許可する方法として「未成年の手の甲にバツ印（×）を書く」というやり方を提案し、いくつかのクラブはその方法を取り入れたことから、手の甲のバツ印はアルコールとドラッグに反対するシンボルとなった。当時リリースされた、ティーン・アイドルズのEP『MINOR DISTURBANCE』には、手の甲にバツ印を書いた写真がジャケットとして使用されており、ここからハードコアシーンに於けるストレート・エッジ思想が始まる。
その後、マイナー・スレットにおいてイアン・マッケイが歌った『STRAIGHT EDGE』と、『OUT OF STEP』の歌詞「DON'T SMOKE, DON'T DRINK, DON'T FUCK」によって、「タバコ・ドラッグをしない、酒を飲まない、快楽のためにSEXをしない」という考え方がストレート・エッジ思想として定着することとなる。
マッケイは、自分の周囲で前述の3つによって破滅するものが多いことにうんざりし、『OUT OF STEP』の歌詞を書いたと述べている。しかしマッケイにとってはあくまで自己節制の表明と、OUT OF STEP LPのジャケットが示すように宗教や同調圧力への異議であったにもかかわらず、フォロワーたちは教条的・宗教的に受け取ってしまい、酒を飲んでいる観客に暴行が加えられるなど、図らずもストレート・エッジの思想が新たな同調圧力を生む結果となってしまった。後にマッケイは、これらのメッセージはそもそも無分別な若者（未成年）に向けられた物で有り、（いい）大人を対象にした物ではなかったと語っている。さらに、ストレート・エッジが教条的・宗教的な思想として広範囲に広がったことについて強い違和感を覚えるとしており、「元々の趣旨とずれている」、「（教条的・宗教的な思想としての）ストレート・エッジには共感しない」、「自分は信者ではない」など、ストレート・エッジの現状については否定的な見解を繰り返し述べている。

## 標榜する人物・集団

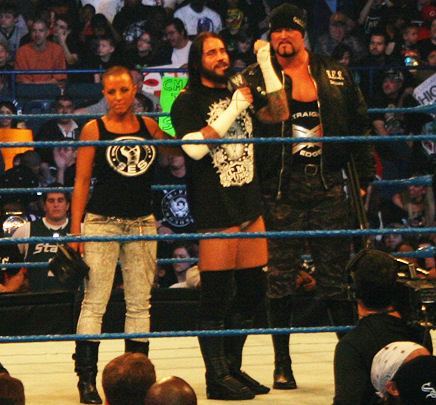
CMパンク(中央)が2010年に結成していたユニット、ストレート・エッジ・ソサエティ。

ロックミュージシャン・バンドの他、音楽以外のアーティストやプロレスラーなどのアスリートにも標榜者が存在する。
- マイナー・スレット
- フガジ
- マイケル・モンロー - ロックバンドのヴォーカリスト
- ジェイコブ・バノン（英語版） - コンヴァージのヴォーカリスト
- ユース・オブ・トゥデイ（英語版）
- SSD（英語版）
- Starag 13 - ツアー生活に疲れブレイク・エッジ
- ゴリラ・ビスケッツ
- アウトラスト
- アース・クライシス
- CMパンク
- ロストプロフェッツ - ボーカルのイアン・ワトキンスが性的な児童虐待により逮捕される。
- C・J・ウィルソン - 大リーグのピッチャー
- 秋田昌美（メルツバウ） - 日本のノイズミュージシャン